# Rebecca Posner
Rebecca Posner, geboren als Rebecca Reynolds (17 augustus 1929 - 19 juli 2018), was een Britse taalkundige. Zij doceerde Romaanse talen aan de Universiteit van Oxford en was een fellow van Girton College (Universiteit van Cambridge).

## Opleiding en werk

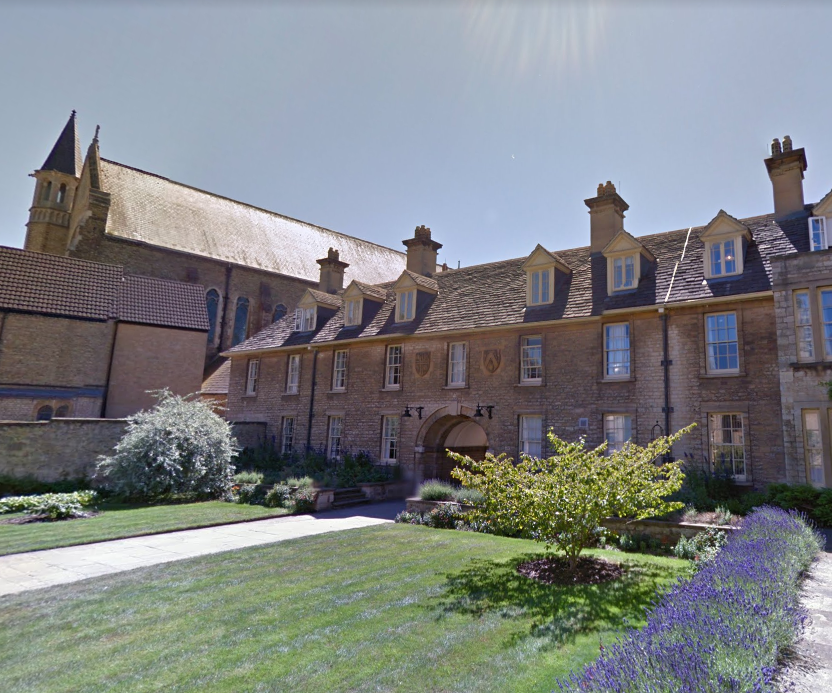
Somerville College, Oxford, waar Posner studeerde.

Ze studeerde in 1958 af aan Somerville College (Universiteit van Oxford), waarna ze professor Frans werd aan de Universiteit van Ghana gevolgd door een functie als reader aan de Universiteit van York. Ten slotte tot haar emeritaat in 1996 professor Romaanse talen aan de Universiteit van Oxford. 

## Privé
Reynolds trouwde in 1953 met haar landgenoot, de econoom Michael Posner (1931-2006) met wie ze een dochter en een zoon kreeg.